# National League Central
National League Central (em português: Liga Nacional Central) é uma das seis divisões da Major League Baseball. A divisão foi criada em 1996 assim como as demais pertencentes à Liga Nacional.